# Королевские военно-морские силы Малайзии

Флаг ВМС Малайзии

Флаг 1963—1968

Флаг 1957—1963

Королевские военно-морские силы Малайзии (малайск. Tentera Laut Diraja Malaysia) — один из видов вооружённых сил Малайзии.

### Спецназ ВМС

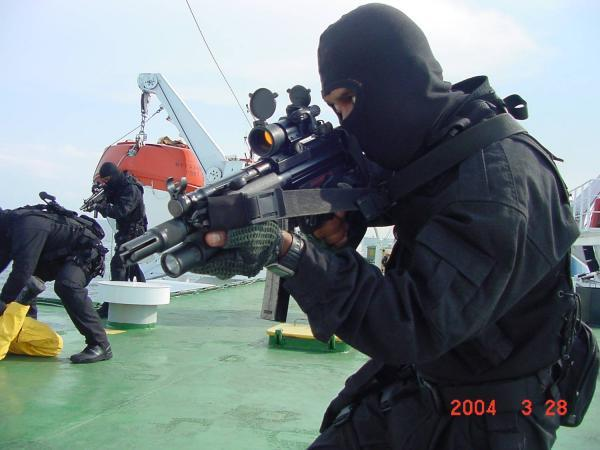

## Организационная структура

### Военно-морской флот
- Эскадра подводных лодок

- 22-я эскадра корветов

- 21-я эскадра фрегатов

- 23-я эскадра фрегатов

- 24-я эскадра корветов

## Боевой состав

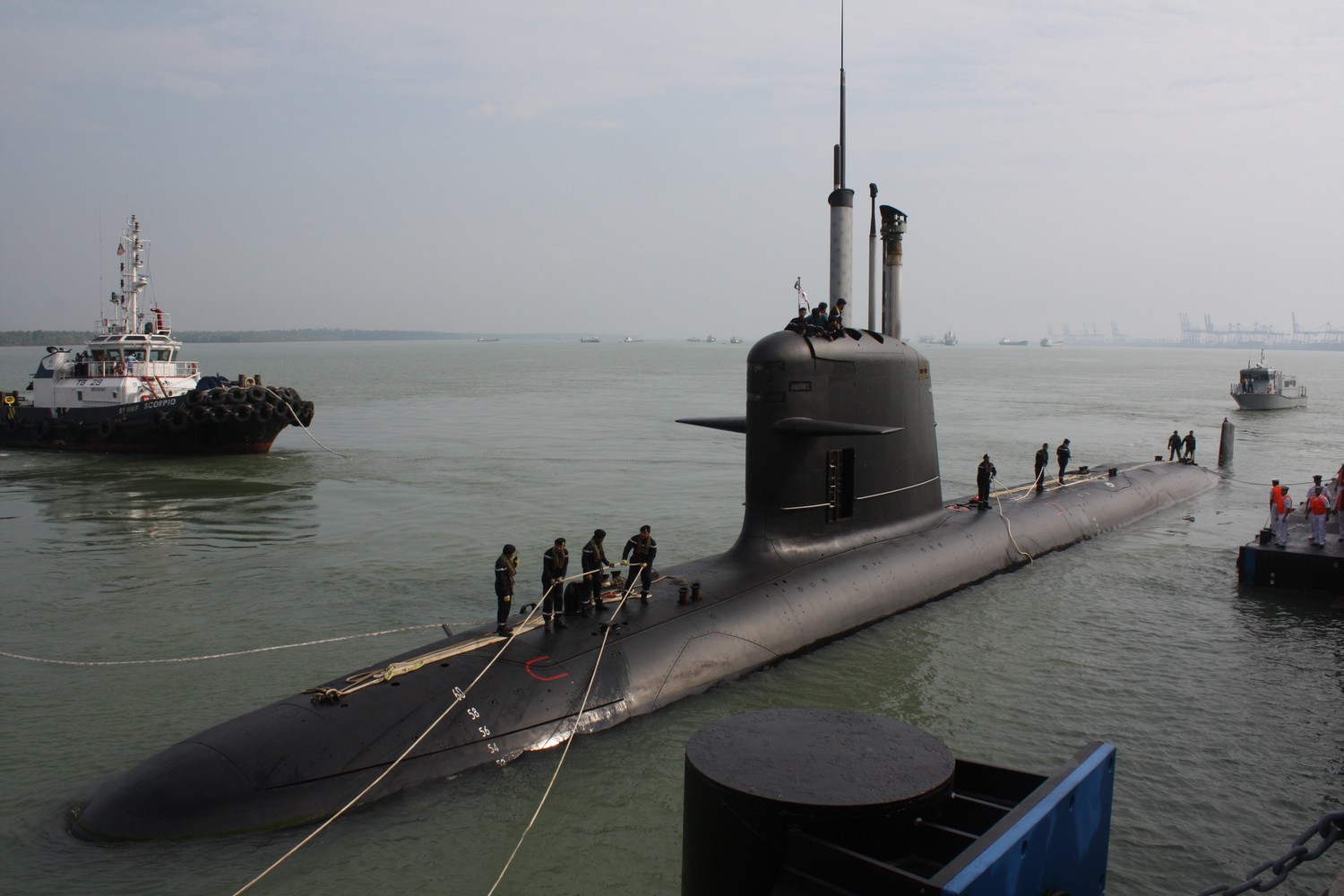
подводная лодка KD «Tунку Aбдул Рахман»

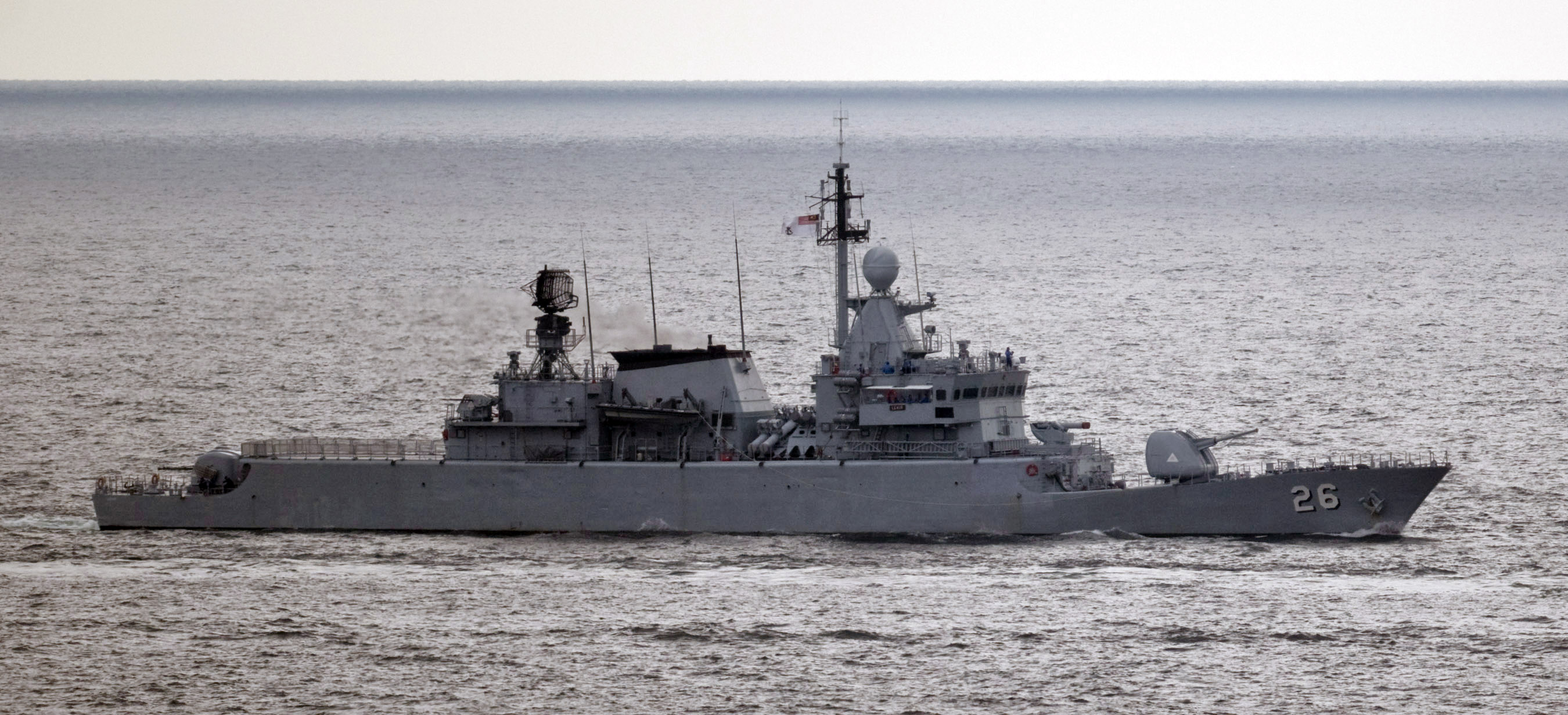
корвет KD «Лекир»

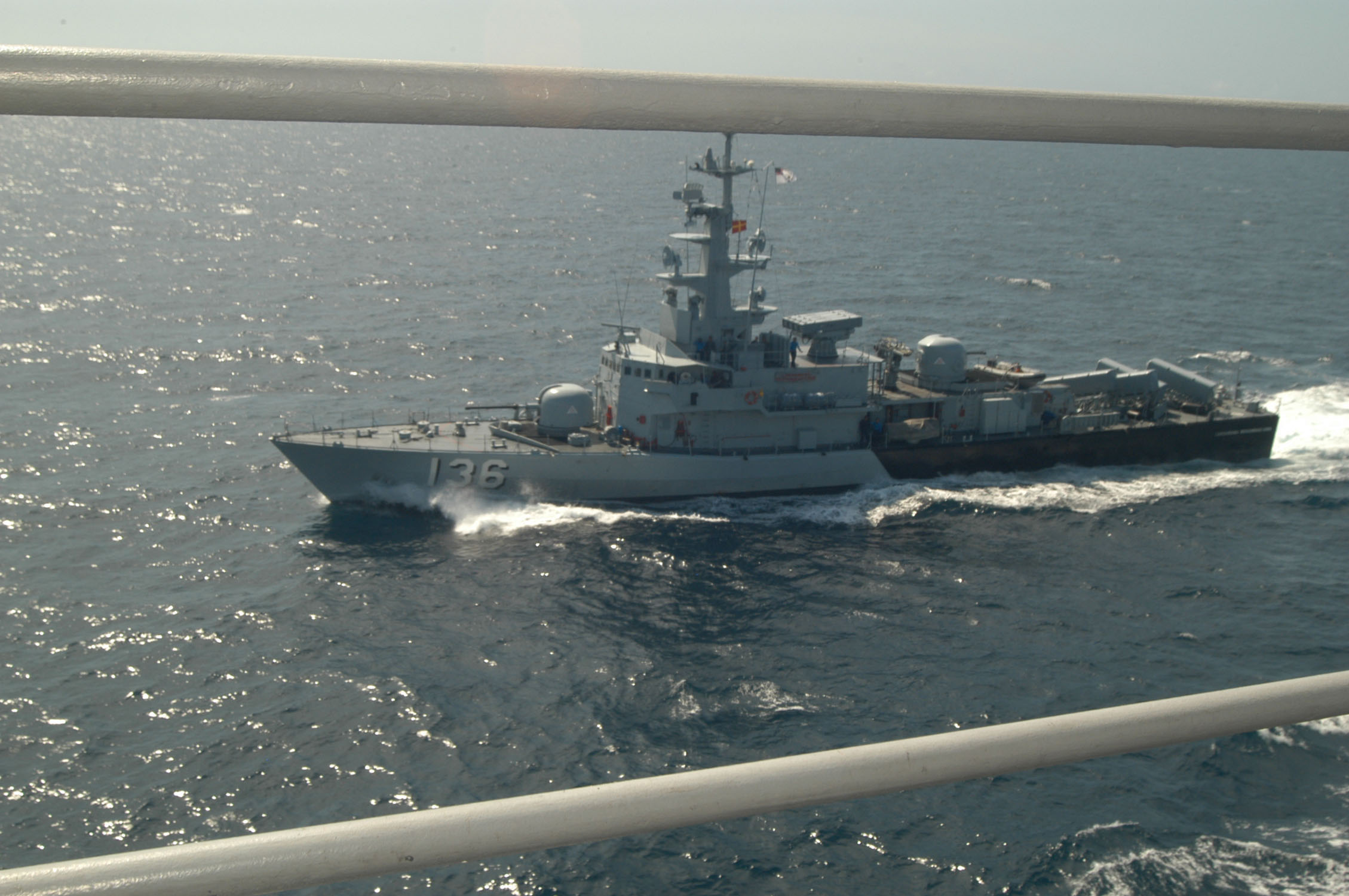
сторожевой корабль KD «Лаксамана Мухаммад Амин»

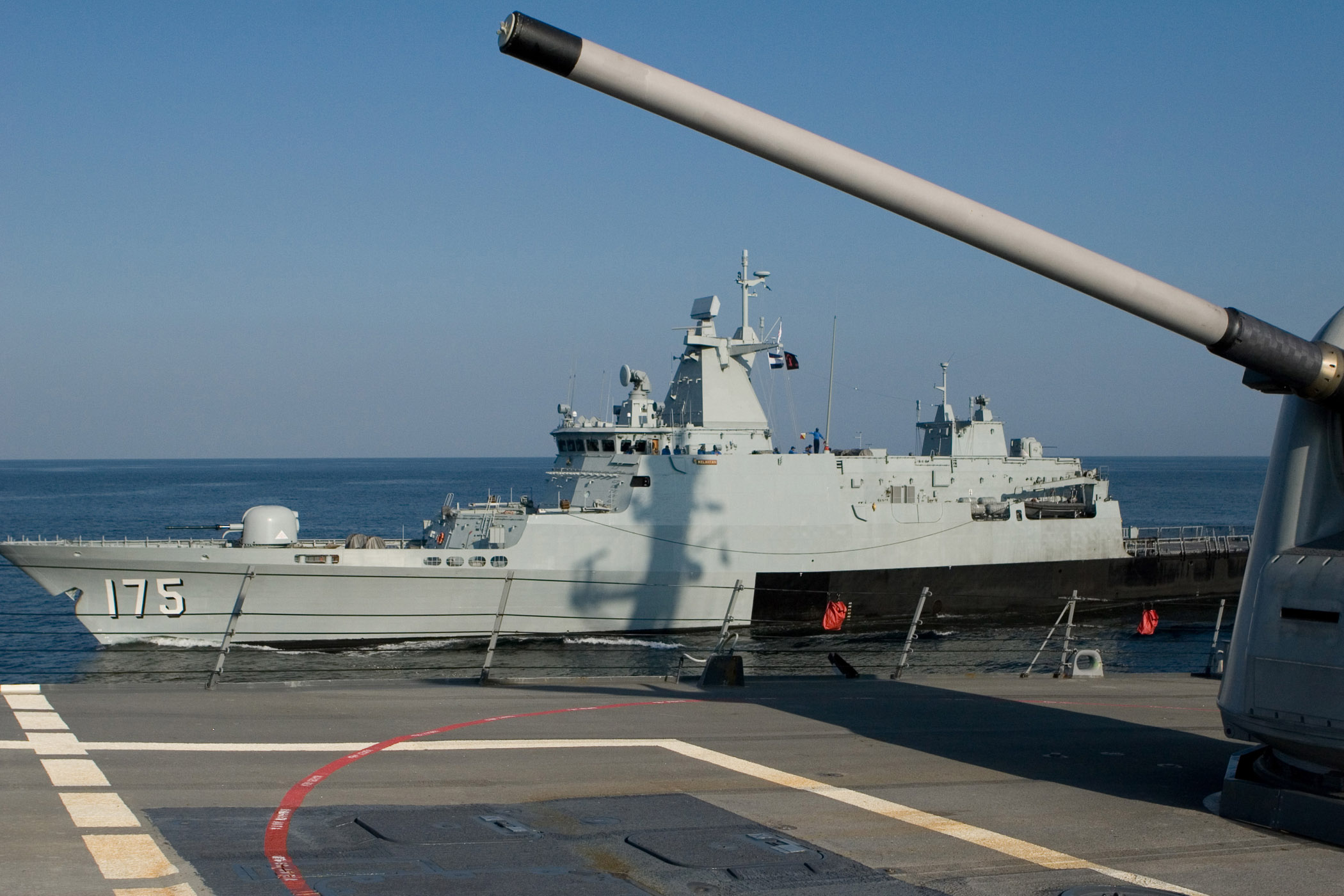
сторожевой корабль KD «Келантан»

### Военно-морской флот
| Тип                                 | Номер вымпела   | Наименование                    | В составе флота        | Состояние       | Примечания      |
| Подводные лодки                     | Подводные лодки | Подводные лодки                 | Подводные лодки        | Подводные лодки | Подводные лодки |
| ----------------------------------- | --------------- | ------------------------------- | ---------------------- | --------------- | --------------- |
| подводная лодка типа «Скорпене»     | нет             | KD «Tунку Aбдул Рахман»         | с января 2009 года     | в строю         |                 |
| подводная лодка типа «Скорпене»     | нет             | KD «Tун Разак»                  | с декабря 2009 года    | в строю         |                 |
| Фрегаты                             |                 |                                 |                        |                 |                 |
| фрегат типа «Лекиу»                 | 29              | KD «Джебат»                     | с 20 ноября 1999 года  | в строю         |                 |
| фрегат типа «Лекиу»                 | 30              | KD «Лекиу»                      | с 9 октября 1999 года  | в строю         |                 |
| Корветы                             |                 |                                 |                        |                 |                 |
| корвет типа «Кастури»               | 25              | KD «Кастури»                    | с 15 августа 1984 года | в строю         |                 |
| корвет типа «Кастури»               | 26              | KD «Лекир»                      | с 15 августа 1984 года | в строю         |                 |
| корвет типа «Лаксамана»             | 134             | KD «Лаксамана Ханг Надим»       | с 28 июля 1997 года    | в строю         |                 |
| корвет типа «Лаксамана»             | 135             | KD «Лаксамана Тун Абдул Джамил» | с 28 июля 1997 года    | в строю         |                 |
| корвет типа «Лаксамана»             | 136             | KD «Лаксамана Мухаммад Амин»    | с 31 июля 1999 года    | в строю         |                 |
| корвет типа «Лаксамана»             | 137             | KD «Лаксамана Тан Пусмах»       | с 31 июля 1999 года    | в строю         |                 |
| Сторожевые корабли                  |                 |                                 |                        |                 |                 |
| сторожевой корабль типа «Кедах»     | 171             | KD «Кедах»                      | с 5 июня 2006 года     | в строю         |                 |
| сторожевой корабль типа «Кедах»     | 172             | KD «Паханг»                     | с 3 августа 2006 года  | в строю         |                 |
| сторожевой корабль типа «Кедах»     | 173             | KD «Перак»                      | с 2008 года            | в строю         |                 |
| сторожевой корабль типа «Кедах»     | 174             | KD «Теренггану»                 | с 2009 года            | в строю         |                 |
| сторожевой корабль типа «Кедах»     | 175             | KD «Келантан»                   | с 2010 года            | в строю         |                 |
| сторожевой корабль типа «Кедах»     | 176             | KD «Селангор»                   | с 15 декабря 2010 года | в строю         |                 |
| Противоминные корабли               |                 |                                 |                        |                 |                 |
| тральщик-искатель мин типа «Леричи» | 11              | KD «Махамиру»                   | с 11 декабря 1985 года | в строю         |                 |
| тральщик-искатель мин типа «Леричи» | 12              | KD «Джераи»                     | с 11 декабря 1985 года | в строю         |                 |
| тральщик-искатель мин типа «Леричи» | 13              | KD «Леданг»                     | с 11 декабря 1985 года | в строю         |                 |
| тральщик-искатель мин типа «Леричи» | 14              | KD «Кинабалу»                   | с 11 декабря 1985 года | в строю         |                 |

## Техника и вооружение

### Военно-морская авиация
| Тип       | Производство | Назначение | Количество | Примечания |
| Вертолёты | Вертолёты    | Вертолёты  | Вертолёты  | Вертолёты  |
| --------- | ------------ | ---------- | ---------- | ---------- |

## Префикс кораблей и судов
Корабли и суда ВМФ Малайзии имеют префикс KD (малайск. Kapal Diraja — Королевский Корабль).

## Флаги кораблей и судов
| Флаг | Гюйс | Вымпел боевых кораблей |
| ---- | ---- | ---------------------- |
|      |      |                        |

## Знаки различия

### Адмиралы и офицеры
| Категории               | Адмиралы         | Адмиралы  | Адмиралы        | Адмиралы       | Адмиралы          | Офицеры            | Офицеры            | Офицеры            | Офицеры           | Офицеры           | Офицеры       | Офицеры             | Офицеры |
| ----------------------- | ---------------- | --------- | --------------- | -------------- | ----------------- | ------------------ | ------------------ | ------------------ | ----------------- | ----------------- | ------------- | ------------------- | ------- |
|                         |                  |           |                 |                |                   |                    |                    |                    |                   |                   |               |                     |         |
| Малайское звание        | Laksamana Armada | Laksamana | Laksamana Madya | Laksamana Muda | Laksamana Pertama | Kepten             | Komander           | Leftenan Komander  | Leftenan          | Leftenan Madya    | Leftenan Muda | Pegawai Kadet Kanan | Kadet   |
| Российское соответствие | Адмирал флота    | Адмирал   | Вице-адмирал    | Контр-адмирал  | Коммодор          | Капитан 1-го ранга | Капитан 2-го ранга | Капитан 3-го ранга | Капитан-лейтенант | Старший лейтенант | Лейтенант     | Младший лейтенант   | нет     |

### Сержанты и матросы
| Категории               | Подофицеры      | Подофицеры       | Старшины                     | Старшины     | Старшины         | Старшины            | Матросы             | Матросы        | Матросы        |
| ----------------------- | --------------- | ---------------- | ---------------------------- | ------------ | ---------------- | ------------------- | ------------------- | -------------- | -------------- |
|                         |                 |                  |                              |              |                  |                     |                     |                |                |
| Малайское звание        | Pegawai Waran I | Pegawai Waran II | Bintara Kanan                | Bintara Muda | Laskar Kanan     | 'Laskar Kelas I     | Laskar Kelas II     | Laskar Muda    | Perajurit Muda |
| Российское соответствие | Старший мичман  | Мичман           | Главный корабельный старшина | нет          | Главный старшина | Старшина 1-й статьи | Старшина 2-й статьи | Старший матрос | Матрос         |